# Gertruid Bolwater
Gertruid Bolwater var enligt legenden en försvarare av Venlo som sägs ha dött 1511. 
År 1511 belägrades Venlo av kejsar Maximilian I:s trupper. En av dess försvarare har sagts vara Bolwater, som ska ha kastat en sten på, och på så sätt skadat, en fänrik som klättrat upp på fästningsmuren. Hon sägs också ha hängt upp hans flagga över sitt hus.
Bolwater har sedan 1600-talet spelat en viktig roll i litteraturen, och framhävdes starkt under 1800-talet som lokalpatriotisk symbol: 1866 uppfördes även en pjäs om henne. Det är dock troligt att hon aldrig funnits på riktigt. 